# جماران
جماران نام محله و دهکده‌ای در شمال شهر تهران است. جماران از توابع شمیرانات است و جزئی از منطقه ۱ شهرداری تهران به حساب می‌آید. دهکده جماران از غرب به نیاوران، از جنوب به دزاشیب و کامرانیه، از شمال به حصارک و ارتفاعات کلک چال و از غرب به امامزاده قاسم (شمیرانات) منتهی می‌شود. سید روح الله خمینی، از اردیبهشت ۱۳۵۹ تا زمان درگذشتش، در این محله ساکن بود.خاندان امام جمارانی از معروفترین شخصیت‌های تاریخی جماران می‌باشند که در میان آن‌ها سیدمهدی امام جمارانی به دلیل سابقه او در جمهوری اسلامی مشهورتر است.
جماران همچنین منطقه‌ای خوش آب و هواست که سید روح‌الله خمینی در دوران بیماری در آن‌جا زندگی کرد. این منطقه در دامنه رشته کوه البرز واقع شده و به‌طور متوسط ۱۷۰۰ متر از سطح دریا ارتفاع دارد.اکبر هاشمی رفسنجانی نیز از سال ۱۳۵۸ تا زمان مرگ در دی ۱۳۹۵ نیز در این محله در کنار منزل سید روح‌الله خمینی سکونت داشت.

## پیشینه
صورت قدیم‌تر نام جماران، جاموران بوده‌است.
دربارهٔ نام جماران برخی گفته‌اند که جُمهران ری، که‌امامزاده ادریس در آن مدفون بوده‌است، همان جماران امروزی است عده‌ای نیز معتقدند که جَمَر و کمر به معنی سنگ بزرگ است و چون از این مکان سنگ‌های بزرگ به دست می‌آمده‌است، آن‌جا را جمران، یعنی محل به‌دست آمدن جمر نامیده‌اند.
هنگامی که مسلمانان ری را تصرف کردند برای زیر نظر داشتن مقاومت محلی، لشکریان خود را در چند پایگاه مستقر کردند. این پایگاه‌ها در جماران، دهکده اندرمان، فیروز و رام (فیروزکوه کنونی، در راه ری به کومش) و جایی به نام شیروان (احتمالاً همان شمیران) قرار داشتند. پس از تصرف ری توسط عرب‌ها، گروهی از مردم شهر به کوه‌ها و آبادی‌های پیرامون رفته‌بودند و گروه‌های مقاومت تشکیل داده قصد بازپس‌گیری شهر را داشتند که این پایگاه‌های چهارگانه از این امر جلوگیری کرد.

## خطوط حمل و نقل عمومی
این محله فاقد خط مترو می‌باشد. تنها خط اتوبوسرانی منتهی به این محل عبارت است از:
- خط ۲۱۹ میدان جماران به پایانه تجریش در مسیر خیابان جماران، خیابان باهنر (نیاوران)، میدان قدس، خیابان شهرداری و میدان تجریش[۳]